# 烏克蘭卡 (扎波羅熱區)
47°54′47″N 35°21′18″E / 47.91306°N 35.35500°E

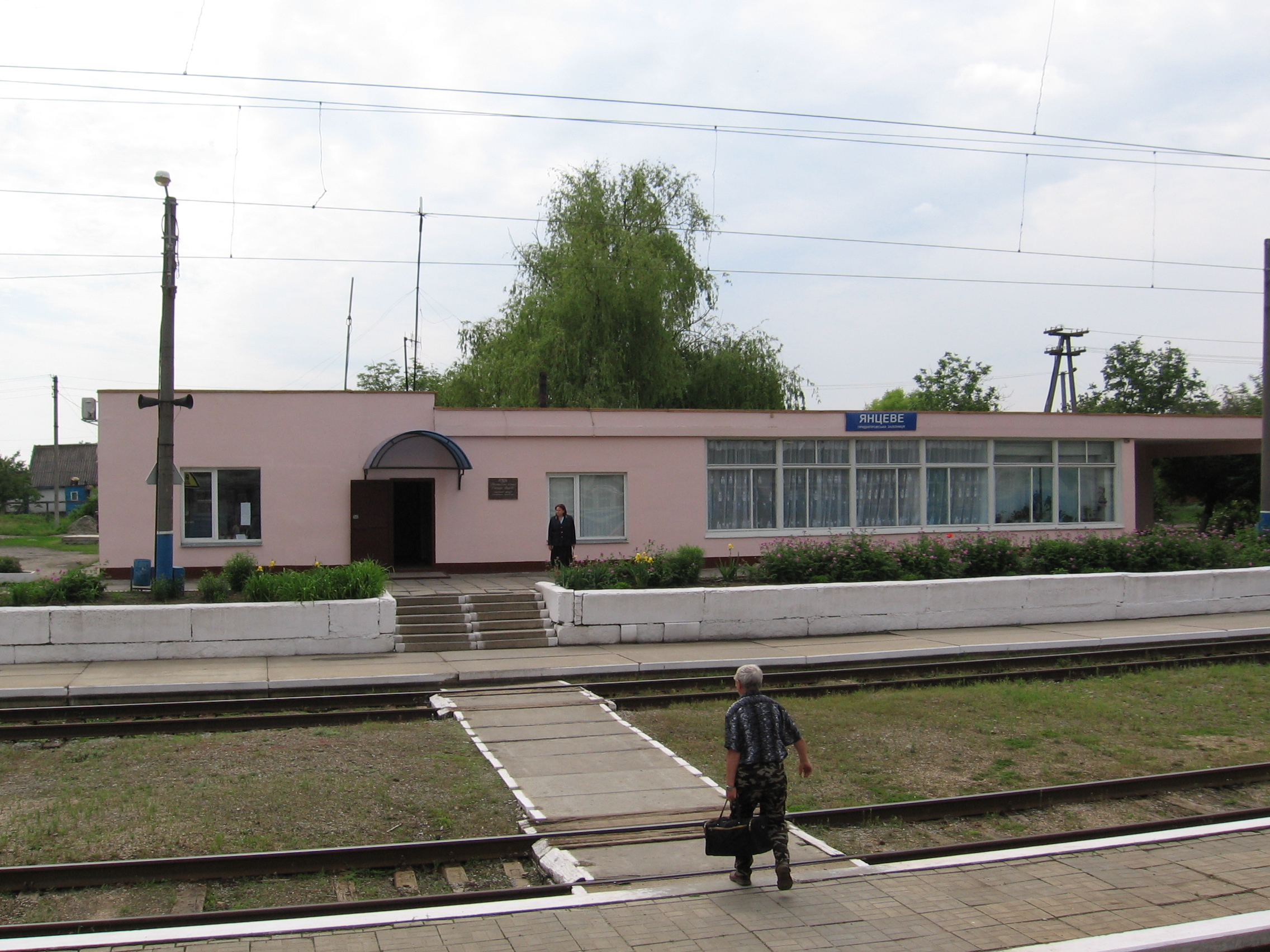
火车站

烏克蘭卡（烏克蘭語：Українка）是位於烏克蘭東南部的村莊，由扎波羅熱州扎波羅熱区的馬特維伊夫卡市鎮負責管轄。該村始建於1924年，面積0.23平方公里，2001年人口336，人口密度每平方公里1,442.1人。